# Faas Wilkes
Faas Wilkes (* 13. Oktober 1923 in Rotterdam als Servaas Wilkes; † 15. August 2006 ebenda) war ein niederländischer Fußballspieler.
Wilkes spielte 38 mal als Stürmer für die Elftal und schoss dabei 35 Tore. Gemeinsam mit Abe Lenstra und Kees Rijvers bildete er darin den „goldenen Innensturm“ der 1950er Jahre. Sein erstes Spiel als Nationalspieler bestritt er am 10. März 1946 gegen Luxemburg. Die Niederlande gewannen dieses Spiel mit 6:2. Mit der niederländischen Auswahl nahm er außerdem an den Olympischen Spielen 1948 in London teil.
Wilkes spielte bei Xerxes in Rotterdam, bevor er 1949 zu Inter Mailand wechselte. Für Inter bestritt er 95 Spiele und erzielte dabei 47 Tore. Er wurde so zu einem der angesehensten niederländischen Fußballspieler. 1952 verließ er Inter Mailand und spielte danach bei der AC Turin sowie in Valencia, Venlo, Levante und Sittard, bevor er seine Spielerkarriere bei seinem Heimatverein Xerxes beendete.
Faas Wilkes war nach Bep Bakhuys der zweite Niederländer, der im Ausland spielte. Von 1959 bis 1998, als er von Dennis Bergkamp abgelöst wurde, war Wilkes Rekordtorjäger der Nationalmannschaft seines Landes – und das, obwohl er von 1949 bis 1955 keine Länderspiele absolvierte, weil in den Niederlanden zu jener Zeit Profifußball noch nicht gestattet war und Berufsspieler nicht in die Nationalmannschaft berufen wurden.
Faas Wilkes starb am 15. August 2006 im Alter von 82 Jahren an einem Kreislaufstillstand.